# Aeroportul Internațional Ellington
Aeroportul Internațional Ellington (IATA: EFD, ICAO: KEFD, FAA LID: EFD) este un aeroport din Comitatul Harris, Texas, Texas, Statele Unite ale Americii ce deservește zona Houston. Aeroportul a fost tranzitat în 2019 de 1.256 de pasageri.
Situat la o altitudine de 10 m, aeroportul dispune de 3 piste. Este operat de Houston Airport System⁠(d).

## Infrastructură

### Piste
Aeroportul dispune de 3 piste: 
- pista 04/22 din beton, cu dimensiunile 8.001 picioare × 150 picioare
- pista 17L/35R din beton, cu dimensiunile 4.609 picioare × 80 picioare
- pista 17R/35L din beton, cu dimensiunile 9.001 picioare × 150 picioare